# Râul Corbul Viștei
Râul Corbul Viștei este afluent al râul Oltului.  

## Hărți
- Harta Munții Făgăraș  Arhivat în 8 septembrie 2013, la Wayback Machine.
- Harta Județului Brașov